# Геобуря
„Геобуря“ е американски научнофантастичен филм от 2017 година на режисьора Дийн Девлин (в неговия режисьорски дебют). Във филма участват Джерард Бътлър, Джим Стърджис, Аби Корниш, Ед Харис и Анди Гарсия.
Снимките започват на 20 октомври 2014 г. в Ню Орлиънс, Луизиана. Филмът е първата копродукция между Skydance Media и Warner Bros. Филмът е пуснат от Warner Bros. в Съединените щати на 20 октомври 2017 г.

## Актьорски състав
| Актьор                | Роля                   |
| --------------------- | ---------------------- |
| Джерард Бътлър        | Джейкъб „Джейк“ Лоусън |
| Джим Стърджис         | Макс Лоусън            |
| Аби Корниш            | Агент Сара Уилсън      |
| Ед Харис              | Ленърд Декъм           |
| Анди Гарсия           | Андрю Палма            |
| Ричард Шиф            | Сенатор Томас Крос     |
| Александра Мария Лара | Уте Фасбиндър          |
| Робърт Шийхан         | Дънкан Тейлър          |
| Еухенио Дербес        | Ал Ернандез            |
| Адеперо Одуйе         | Ени Адиса              |
| Амр Уейкид            | Рей Дусет              |
| Даниел Ву             | Ченг Лонг              |
| Зази Бийц             | Дейна                  |
| Талита Бейтман        | Хана Лоусън            |
| Били Слотър           | Карл Драйт             |
| Том Чой               | Лий                    |
| Мер Уинингам          | Доктор Дженингс        |
| Джеръми Рей Тейлър    | Емет                   |
| Грегъри Алън Уилямс   | Генерал Монтграф       |
| Дрю Пауъл             | Крис Кемпбъл           |

## В България
В България филмът е пуснат на същата дата от Александра филмс.
На 5 януари 2021 г. е излъчен по bTV Cinema с български дублаж, записан в студио VMS. Екипът се състои от:
| Озвучаващи артисти  | Ася Рачева Ани Василева Стоян Цветков Емил Емилов Иван Велчев |
| Преводач            | Яна Кецкерова                                                 |
| Тонрежисьор         | Венелин Николов                                               |
| Режисьор на дублажа | Радослав Рачев                                                |